# Gottlob August Baumgarten-Crusius
Gottlob August Baumgarten-Crusius (* 1. April 1752 in Penig als Gottlob August Baumgarten; † 15. Dezember 1816 in Merseburg) war ein deutscher Theologe und Regierungs- und Konsistorialrat in Merseburg.

## Leben
Nach dem Tod seines Vaters, eines Volksschullehrers, 1759 heiratete seine Mutter 1760 in zweiter Ehe den Oberpfarrer Christoph Crusius (1689–1770), dem zu Ehren Gottlob August Baumgarten-Crusius später dessen Familiennamen an den seinen anfügte. Er besuchte die Fürstenschule in Grimma und begann 1769 sein Studium der Theologie an der Universität Leipzig, vor allem bei Christian August Crusius und Johann August Ernesti.
Nach dem Tod seines Stiefvaters musste er zunächst den Familienunterhalt bestreiten und arbeitete als Druckkorrektor und Hauslehrer. 1774 erhielt er eine Patronatspfarrei in Kleinzschocher und Großmiltitz und heiratete anschließend. Aus dieser Ehe gingen zwölf Kinder hervor, unter anderem der Philologe Karl Wilhelm Baumgarten-Crusius und der Theologe Ludwig Friedrich Otto Baumgarten-Crusius. Nach seinem Examen wurde er 1780 zum Diaconus an der Dresdner Kreuzkirche berufen. 1787 wurde er zum Stiftssuperindendenten, Konsistorialassessor und Inspector des Gymnasiums Merseburg berufen. 1789 promovierte Baumgarten-Crusius im Fach Theologie. 1816 wurde er zum Regierungs- und Konsistorialrath zu Merseburg und Mitglied der Regierung in Magdeburg ernannt. Baumgarten-Crusius starb Ende 1816 nach kurzer Krankheit.

## Schriften
- 1772 „Elementa, historiae singularum Europae ac Germaniae in primis rerum publicarum insigniorum“
- 1775 „Elementa historiae antiquae“
- 1779 „Unterricht vom Eide und Warnung für Meineid“
- 1780 „Zwo Predigten im Lager zu Leipzig gehalten“
- 1788 „Predigten über die sämmtlichen Sonn- und Festtagsevangelien, in Dresden gehalten“
- 1789 „De lege Mosaica“
- 1793 „Schrift und Vernunft für denkende Christen“ (Erster Band)
- 1795 „Filantropin für Pferde, in einem dem Geiste unsers aufgeklärten Jahrhunderts angemessenen Plane vorgetragen.“ Von Hypofilos, der Weltweisheit Doctor u. s. w., Deutschland, in allen Filantropinen zu haben
- 1797 „Schrift und Vernunft für denkende Christen“ (in sechs Bänden vollendet)
- 1816 „Einer ist euer Meister, Christus“